# Santana Cazorla
Die Grupo Santana Cazorla S. A. ist eine spanische Unternehmensgruppe mit Sitz auf Gran Canaria, die im März 2021 vom Handelsgericht Las Palmas für insolvent erklärt wurde.

## Geschichte
In den frühen 1970er Jahren wurde die Firma Hermanos Santana Cazorla von den Brüdern Manuel und Santiago Santana Cazorla als kleines Transport- und Bauunternehmen gegründet. Das Bauwesen ist bis heute das Kerngeschäft der Gruppe. Santana Cazorla profitierte von dem durch den aufkommenden Massentourismus ausgelösten Bauboom Mitte der 1970er Jahre. Seither wurde strategisch in weitere Geschäftsbereiche investiert. Die Tochterfirma Vemotor hat seit 1996 die BMW-Generalvertretung für die Provinz Las Palmas inne. 2004 kaufte der Konzern von TUI deren 50-Prozent-Anteil an der Anfi-Gruppe, einer Hotelgruppe, die zur Hälfte der norwegischen Lyng-Gruppe gehörte. Von 2005 bis 2013 gehörten Santana Cazorla 75,1 % Anteile der Aldiana-Kette.

## Konzernstruktur
Die Santana-Cazorla-Unternehmensgruppe ist eine Holding, die 2010 folgende Tochterunternehmen unterhielt:
- Hermanos Santana Cazorla (Hochbau), Spanien, 100 %
- Petrecan (Tiefbau), Spanien, 100 %
- SC Servicios (Abfallentsorgung), Spanien, 100 %
- Vemotor, BMW-Generalvertretung in der Provinz Las Palmas, Spanien, 100 %
- Iniscan (Grundstücksentwicklung), 100 %
- Equipo Diez (Immobilien), Spanien, 100 %
- Club Deportivo La Cornisa (Wellness- und Sportzentrum), 100 %
- Bodegas Tunte (Weinanbau), Spanien, 100 %
- Aguas de Tirajana, Aqua Tauro und Aguas La Solana de San Roque (Wasserversorgungsunternehmen), Spanien, jeweils 100 %
- Gran Hotel Canarias, Madrid, Spanien, 100 %
- Residencia Galdós (ehemals Hotel, heute (Stand: 2015) Studentenapartments), Madrid, Spanien, 100 %
- Paradise Hotels (ehemals S & C Hoteles (Hotelkette)), Spanien, 100 %
- Anfi-Gruppe (Hotelkette), Spanien, 50 %